# Níkosz Niópliasz
Nikólaosz Niópliasz (görögül: Νικόλαος Νιόπλιας; Galatini, 1965. január 17. –) görög válogatott labdarúgó, középpályás, edző.

## Pályafutása

### Klubcsapatban
1982 és 1993 között az ÓFI Kréta csapatában játszott. 1993 és 1996 között a Panathinaikósz játékosa volt, melynek tagjaként bajnokságot, kupát és szuperkupát nyert. 1996 és 2002 között ismét az ÓFI Krétában szerepelt. 2002-től 2004-ig a Halkidónt erősítette.  

### A válogatottban
1988 és 1995 között 44 alkalommal szerepelt a görög válogatottban és 1 gólt szerzett. Részt vett az 1994-es világbajnokságon.

### Edzőként
2005 és 2007 között az U19-es válogatottat irányította szövetségi edzőként, melyet döntőig vezetett a 2007-es U19-es Európa-bajnokságon. 2007 és 2009 között az U21-es görög válogatott szövetségi edzője volt. A 2009–10-es szezonban a Panathinaikósz vezetőedzője volt, mellyel bajnoki címet szerzett és megnyerte a görög labdarúgókupát. 2011-től 2013-ig a ciprusi válogatottat irányította szövetségi kapitányként. 2015-ben az Atrómitosz csapatát edzette. 2015 és 2016, illetve 2021 és 2022 között az ÓFI Kréta vezetőedzője volt. 2023-ban kinevezték a Levadiakósz vezetőedzői posztjára.  

## Sikerei, díjai

### Játékosként
Panathinaikósz
- Görög bajnok (2): 1994–95, 1995–96
- Görög kupagyőztes (2): 1993–94, 1994–95
- Görög szuperkupagyőztes (2): 1993, 1994

ÓFI Kréta
- Görög kupagyőztes (1): 1986–87
- Balkán-kupa (1): 1988–89

### Edzőként
Görögország U19
- U19-es Európa-bajnoki döntős (1): 2007

Panathinaikósz
- Görög bajnok (1): 2009–10
- Görög kupagyőztes (1): 2009–10

## Külső hivatkozások
- Níkosz Niópliasz adatlapja a National-Football-Teams.com oldalon (angolul)

- Níkosz Niópliasz (angol nyelven). FootballDatabase.eu
- Níkosz Niópliasz (német nyelven). eu-football.info
- Níkosz Niópliasz (német nyelven). kicker.de
- Níkosz Niópliasz adatlapja a worldfootball.net oldalon (angolul)